# دی هار
دی هار (به هلندی: De Haar) یک منطقهٔ مسکونی در هلند است که در آسن واقع شده‌است.